# Хансен, Йоуханнус
Йоуханнус Хансен (фар. Jóhannus Hansen; род. 25 апреля 1996 года в Тофтире, Фарерские острова) — фарерский футболист, выступавший за клуб «Б68».

## Карьера
Йоуханнус — воспитанник тофтирского футбола. В 2013 году игрок впервые появился в заявке своего родного клуба «Б68». Его дебют за тофтирский коллектив состоялся через два сезона, 6 апреля 2015 года в матче кубка Фарерских островов против клуба «Вуйчингур»: он вышел на замену на 72-й минуте вместо Эсмара Клементсена. В своём первом сезоне на взрослом уровне Йоуханнус также принял участие в одной игре первого дивизиона с «07 Вестур». По итогам сезона тофтирцы вышли в высший фарерский дивизион. Йоуханнус дебютировал в премьер-лиге в поединке с «ТБ», который состоялся 13 марта 2016 года. Всего он сыграл в 17 матчах фарерского первенства. «Б68» снова опустился в первую лигу, но игрок не покинул команду и принял участие в 14 встречах сезона-2017. 5 августа того же года в игре против дублирующего состава «ИФ» он забил свой единственный гол за первую команду тофтирцев.
Затем Йоуханнус принял решение покинуть основной состав «Б68», чтобы сосредоточиться на учёбе. В 2018 году он принимал участие в матчах третьей команды, а в следующем году сыграл в 6 матчах за дублирующий состав клуба. 15 июня 2019 года Йоуханнус провёл последнюю игру за «Б68 II»: это была встреча второго дивизиона против «Ундри».